# Nệm

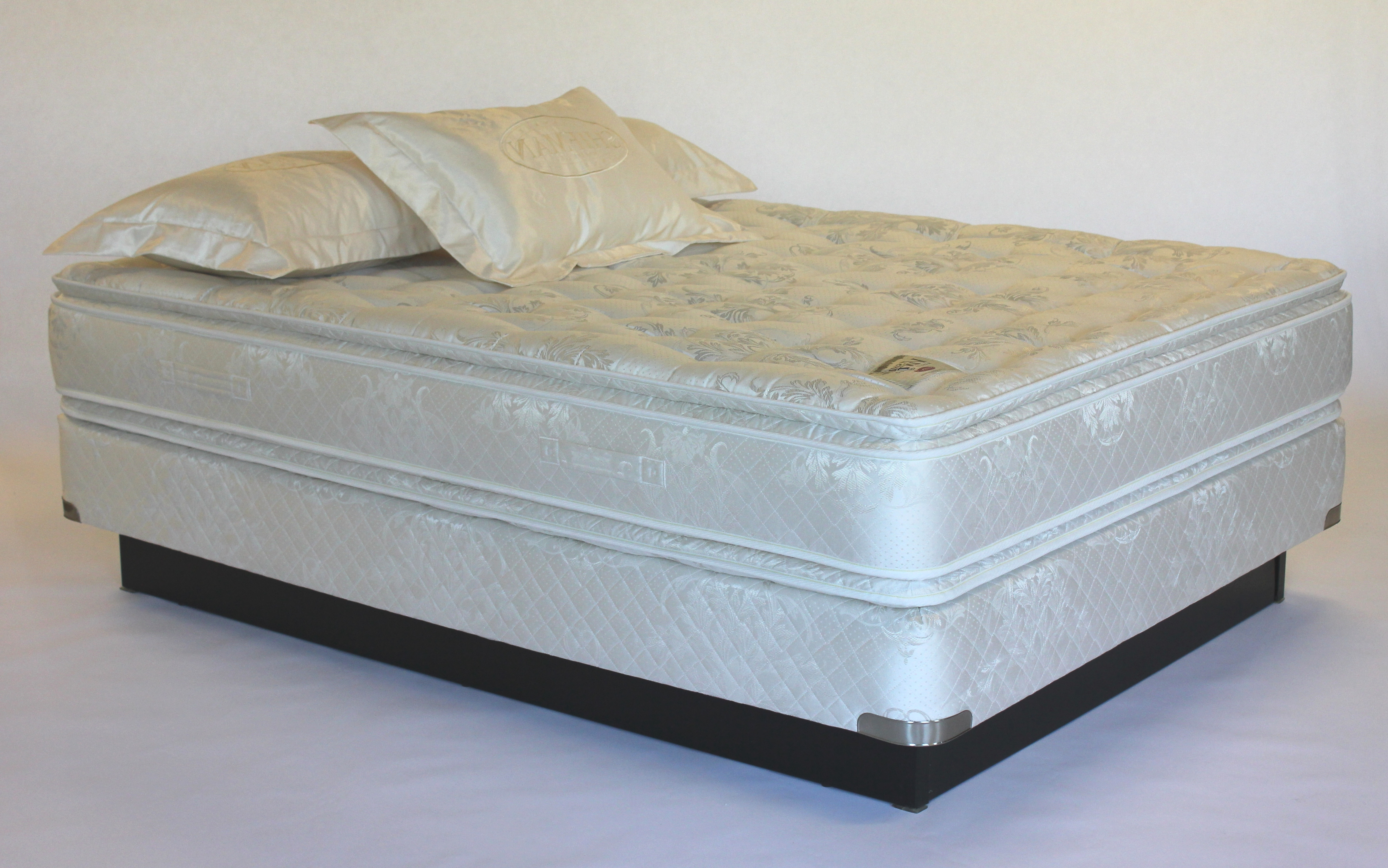
Một loại nệm 2 mặt với lò xo và vỏ gấm hoa

Nệm (hay còn gọi là đệm) là một tấm lót lớn được đặt trên giường để dùng chủ yếu khi ngủ và nghỉ ngơi. Nệm có thể được làm từ các vật liệu như  bông, vải, mút, cao su, cotton, và nhiều loại khác. Nệm có thể chứa lò xo để mang lại cảm giác thoải mái hơn khi ngủ, và cũng có thể có phiên bản có thể bơm hơi để điều chỉnh độ cứng mềm theo sở thích của người sử dụng.
Nệm cũng có thể chứa đầy không khí hoặc nước, hoặc sử dụng nhiều loại sợi tự nhiên, như trong trường hợp của đệm futon. Kapok là một vật liệu nệm phổ biến ở Đông Nam Á, và xơ dừa là phổ biến ở Nam Á.

## Lịch sử

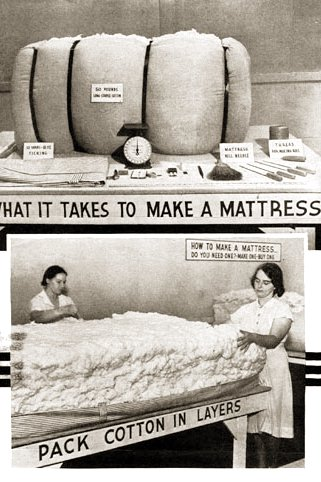
Hình ảnh trên một cuốn thông báo của Bộ Nông nghiệp Hoa Kỳ năm 1940 khuyến khích sản xuất đệm bằng bông cotton tại nhà.

Từ nệm xuất phát từ từ tiếng Arabic مَطْرَحٌ (maṭraḥ) có nghĩa là "điều ném xuống" hoặc "nơi ném xuống" và sau đó có nghĩa là "tấm thảm, gối". Trong thời kỳ Thập tự chinh, người châu Âu đã áp dụng phương pháp ngủ trên các gối trên sàn từ Trung Đông, và từ materas đã được tiếp thu vào tiếng Anh Trung cổ thông qua các ngôn ngữ Romance. Nệm cổ nhất được biết đến có từ khoảng 77.000 năm trước và nó xuất phát từ Nam Phi.
Những chiếc nệm sớm đã chứa các vật liệu tự nhiên khác nhau như rơm, lông chim hoặc tóc ngựa. Trong nửa đầu thế kỷ 20, một chiếc nệm điển hình được bán ở Bắc Mỹ có lõi lò xo và lớp bông cotton hoặc sợi polyester. Hiện nay, các nệm hiện đại thường chứa lõi lò xo bên trong hoặc các vật liệu như cao su, viscoelastic hoặc các loại bọt polyurethane linh hoạt khác. Các thành phần khác bao gồm các tấm cách nhiệt nằm trên lò xo để ngăn lớp vải bọc của giường chìm xuống trong lõi lò xo, cũng như sợi polyester trong các lớp vải bọc trên cùng của giường. Vào năm 1899, James Marshall giới thiệu lò xo túi cá nhân đầu tiên được gọi là Marshall coil.
Ở Bắc Mỹ, nệm phổ biến nhất được bán hiện nay là loại có lõi lò xo; tuy nhiên, có sự quan tâm ngày càng tăng đối với nệm bằng chất liệu toàn bọt và nệm hybrid, bao gồm cả lõi lò xo và bọt cao cấp như viscoelastic hoặc latex trong các lớp êm ái. Ở châu Âu, lõi bọt polyurethane và lõi latex đã lâu trở thành lựa chọn phổ biến. Chúng chiếm tỷ lệ lớn hơn trong các nệm được bán trên lục địa này.

## Kích thước
Các loại nệm thường được làm để phù hợp với các tiêu chuẩn kích thước giường khác nhau tùy thuộc vào từng thị trường. Kích thước của nệm khác nhau giữa các tiêu chuẩn quốc gia về chiều rộng, chiều cao và độ dày. Nhiều quốc gia sử dụng nhãn không dùng số để đại diện cho các kích thước này, chẳng hạn như "King", "Queen", "Double", "Full" hoặc "Single".

### Tấm phủ nệm

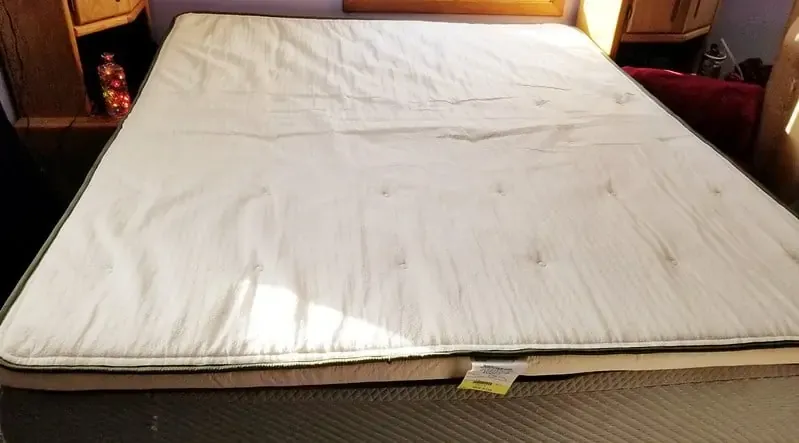
Tấm phủ nệm đặt lên một chiếc nệm lò xo

Một tấm phủ nệm là một tấm nệm mỏng, thường có độ dày từ 5–10 xentimét (2–4 in). Có tồn tại các loại nệm độc lập với kích thước này (xem futon; giường châu Âu truyền thống được làm từ một chồng nệm có kích thước này). Tuy nhiên, tấm phủ nệm thường được bán để đặt lên boxspring (được cố định bằng dây đai hoặc góc vải co giãn). Chúng được sử dụng để kéo dài tuổi thọ của nệm boxspring đắt tiền hơn, làm cho giường ấm hơn hoặc mát hơn (với luồng không khí hoặc vật liệu dẫn nhiệt), làm cho giường cứng mềm hơn, và sử dụng cho du lịch và ký túc xá, vì chúng có tính di động, đặc biệt là khi chúng có mật độ thấp.
Tương tự như một bảo vệ nệm/tấm bảo vệ nệm/tấm phủ nệm (một lớp mỏng, thường không đệm để cải thiện sự thoải mái), tấm phủ nệm cũng có thể được sử dụng để bảo vệ nệm khỏi người ngủ hoặc ngược lại. Một số tấm phủ nệm có thể giặt máy; các vật liệu bọc và lớp đệm được làm từ nhiều chất liệu khác nhau.

## Các loại nệm

#### Nệm lò xo
Là loại nệm mà độ đàn hồi được tạo ra bằng lò xo, nó có khả năng đàn hồi tốt. Trong hai loại nệm lò xo là nệm lò xo túi và nệm lò xo liên kết thì nệm lò xo túi được đánh giá cao hơn ở độ bền và cũng có giá thành cao hơn.

#### Nệm bông ép
Là loại nệm được sản xuất bằng cách ép chặt bông thừa trong sản xuất vào bên trong. Loại nệm này có khả năng đàn hồi kém nhưng có ưu điểm là gọn nhẹ hơn. Giá thành của nệm bông ép khá rẻ so với các loại khác.

#### Nệm cao su
Là loại nệm được sản xuất bằng cao su và có giá thành ở mức trung bình. Nệm cao su có độ đàn hồi kém hơn nệm lò xo nhưng tốt hơn nệm bông ép

#### Nệm mút
Là loại nệm có giá thành khá mềm, hiện nay loại nệm này không được nhiều người ưa chuộng

#### Nệm bọt biển
Là loại nệm được phát minh bởi các nhà du hành vũ trụ của NASA vào năm 1966. Ban đầu loại nệm này chỉ dùng cho các nhà du hành tránh việc và chạm vào thành tàu vũ trụ, nhưng ngày nay nệm bọt biển đang được sử dụng phổ biến và được nhiều người dùng ưa chuộng.

## Chất lượng
Nhiều tham số xác định chất lượng của một chiếc nệm. Các phương pháp kiểm tra được thiết lập cho một số tham số này, chẳng hạn như phân bố áp lực, môi trường vi khuẩn, hỗ trợ viền và sự ổn định trong thời gian dài. Một số trong số đó đã được phát triển bởi Duncan Bain, làm việc cho Cơ quan Quản lý Dược phẩm và Sản phẩm Y tế của Vương quốc Anh.
Các tham số khác, chẳng hạn như độ cứng, phụ thuộc nhiều hơn vào người sử dụng. Nói chung, nệm cứng được khuyến nghị cho người nằm ngửa và một số người nằm sấp, nệm mềm được khuyến nghị cho người nằm nghiêng, và nệm trung bình được khuyến nghị cho phần lớn người nằm ngửa. Có các loại nệm đôi với một phần mềm hơn và một phần cứng hơn, hoặc có khả năng điều chỉnh độ cứng, phù hợp với những người sử dụng có sở thích khác nhau chia sẻ cùng một giường.

### Công nghệ vận động học
Năm 2003, một nghiên cứu ngẫu nhiên kiểm soát cho thấy nệm trung bình cứng được đánh giá bằng cấp độ Hs từ Ủy ban Tiêu chuẩn châu Âu có liên quan đến đau đớn ít hơn; nghiên cứu này đã được trích dẫn trong hướng dẫn thực hành lâm sàng về đau lưng dưới. Năm 2015, một đánh giá hệ thống của các nghiên cứu kết luận rằng nệm trung bình cứng và có thể điều chỉnh được là tốt nhất cho việc giảm đau và duy trì cột sống trung lập.

## Tuổi thọ
Thuật ngữ tuổi thọ của nệm đề cập đến thời gian mà tất cả các loại nệm có thể giữ được độ nâng đỡ và sự thoải mái ban đầu của chúng. Nệm dần xuống cấp theo thời gian, và tuổi thọ của một chiếc nệm phụ thuộc vào nhiều yếu tố khác nhau, đặc biệt là chất liệu, chất lượng sản xuất, chăm sóc và mức độ sử dụng căng thẳng. Một lớp vật liệu lót bằng xốp kém chất lượng có thể xuống cấp đáng kể trong 1 năm, trong khi lõi cao su chất lượng có thể kéo dài từ 20 năm trở lên; lõi dây đàn hồi thường kéo dài khoảng 10 năm. Lớp vật liệu lót thoải mái thường là vùng đầu tiên bị hư hỏng, đó là lý do tại sao các chiếc nệm thường có hai mặt, để kéo dài tuổi thọ. Một lớp vật liệu lót riêng có thể được sử dụng thay cho hoặc bổ sung cho lớp vật liệu lót, giảm mòn và có thể thay thế mà không cần thay toàn bộ chiếc nệm. Đa số các chiếc nệm cao cấp có tuổi thọ từ 7-10 năm, nhưng tuổi thọ có thể kéo dài hơn 10 năm tùy thuộc vào mức độ chăm sóc.
Ở Hoa Kỳ, chế độ bảo hành nệm thường là 10 năm hoặc 20 năm, đôi khi là 25 năm, tuy nhiên điều này chỉ giải quyết các lỗi sản xuất và sự hủy hoại nhanh hơn bình thường, không phải là sự xuống cấp dự kiến theo thời gian. Ở Hoa Kỳ, theo tính đến  năm 2008, có một kỳ vọng chung rằng nệm nên kéo dài khoảng 10 năm, và đây là số năm trung bình người Mỹ sử dụng nệm, mặc dù điều này khác nhau theo nhóm tuổi. Kỳ vọng này dựa trên nhiềều như tiến bán hàng; kỳ vọng rằng nệm sẽ kéo dài theo thời hạn bảo hành của nó, do đó là 10 hoặc 20 năm; và so sánh với các vật dụng trong gia đình khác.
Vòng đời thay thế nệm là một yếu tố quan trọng tạo ra thu nhập và lợi nhuận cho ngành công nghiệp nệm - chu kỳ thay thế sau 5 năm tạo ra gấp đôi doanh số so với chu kỳ thay thế sau 10 năm, ví dụ - vì vậy ngành công nghiệp nệm có động lực tài chính để rút ngắn chu kỳ thay thế. Đáng chú ý, Hiệp hội Sản phẩm Giấc ngủ Quốc tế (ISPA) thành lập Hội đồng Giấc ngủ Tốt hơn (BSC) vào năm 1979 với mục tiêu thực hiện "rút ngắn chu kỳ thay thế nệm", bên cạnh khuyến khích mọi người "đầu tư vào chăn ga tốt hơn".
Một nghiên cứu được tài trợ bởi ngành công nghiệp vào năm 2006 của các nhà nghiên cứu tại Đại học Oklahoma (được tài trợ bởi BSC) trên 59 người có vấn đề về giấc ngủ, nhận được miễn phí các chiếc nệm mới thay cho các chiếc nệm cũ hơn 5 năm (tuổi trung bình 9,5 năm) cho thấy cải thiện giấc ngủ, đặc biệt khi các chiếc nệm cũ là những chiếc nệm rẻ tiền. Một bài báo theo dõi của một số tác giả cùng với phân tích thống kê bổ sung đã củng cố các kết luận này. BSC sau đó đã trích dẫn nghiên cứu này trong tạp chí tin tức do ISPA xuất bản dành cho các nhà sản xuất nệm, BedTimes, để đề xuất chu kỳ thay thế thường xuyên hơn, cụ thể là "xem xét việc thay thế nệm mỗi năm từ năm đến bảy năm"; đề xuất này chủ yếu dựa trên nghiên cứu này.

## Bảo dưỡng và chăm sóc
Vấn đề về sự mòn mỏi xảy ra với hầu hết các loại nệm và có thể bao gồm sự lún, nấm mốc và vết bẩn. Điều này có thể được ngăn chặn bằng cách cung cấp sự hỗ trợ đúng, xoay và lật nệm, giữ cho nó khô ráo và sử dụng tấm phủ hoặc bảo vệ nệm. Một số triệu chứng của một chiếc nệm hỏng hoặc cũ bao gồm những lò xo có thể cảm nhận được xuyên qua lớp lót, sự lún hoặc biến dạng vĩnh viễn rõ rệt, vết lồi lõm và tiếng kêu quá mức.
Nệm yêu cầu một nền móng vững chắc không bị lún - một nền móng lún, chẳng hạn như các thanh yếu trên một chiếc giường rộng, sẽ làm nệm lún. Ngủ thường xuyên ở cùng một vị trí và tư thế cơ thể gây ra sự mòn một cách quá mức, do đó xoay hoặc lật nệm được sử dụng để giảm thiểu điều này: nệm hai mặt có thể được lật xen kẽ theo chiều rộng (theo trục dài) và theo chiều dọc (theo trục ngắn), hoặc lật và xoay xen kẽ; trong khi nệm một mặt chỉ được xoay, điều này đơn giản hơn nhưng ít hiệu quả hơn. Lịch trình xoay/lật thay đổi tùy thuộc vào chất liệu và nhà sản xuất, nhưng thông thường được khuyến nghị là hàng tháng trong sáu tháng đầu và mỗi hai hoặc ba tháng sau đó. Nền móng cũng nên được xoay, nếu có thể, tuy ít thường xuyên hơn - việc xoay giường đàn hồi hai lần một năm được khuyến nghị. Mặc dù sự lún là không mong muốn, một mức độ nén (khoảng 8 cm) là tự nhiên nếu sử dụng các vật liệu tự nhiên trong lớp êm.
Sự mòn mỏi quá mức trên nệm có thể xảy ra khi gấp và uốn cong diễn ra, đặt vật nặng tại một vị trí hoặc tạo ra áp lực quá mạnh lên tay cầm, cũng sẽ gây ra sự suy giảm nhanh hơn. Cần chú ý đặc biệt khi vận chuyển hoặc lưu trữ.
Nệm cần được thông thoáng để giữ cho nó khô ráo và ngăn ngừa nấm mốc, do đó không nên đặt nó trực tiếp trên sàn hoặc trên bề mặt cứng - các thanh chống hoặc một nền giường đàn hồi cung cấp không gian để thông gió, trong khi gỗ cứng hoặc ván ép (như trong các tấm bunkie giá rẻ) không có. Thông gió bổ sung được khuyến nghị đối với các vật liệu tự nhiên, trong trường hợp này, để nệm "trần trụi" sau khi tháo ga (ví dụ khi giặt); Điều này giúp nệm thoáng khí. Nếu nệm được phép ẩm ướt, ví dụ như bằng cách làm ướt để làm sạch, có thể phát triển nấm mốc bên trong lớp lót; việc làm sạch bằng máy hút bụi hoặc chất làm sạch bề mặt nhẹ và một khăn ẩm nhẹ tránh điều này.
Nệm hút chất lỏng và vết bẩn dễ dàng, đặc biệt từ sự mồ hôi hàng đêm (gây ra vết bẩn màu vàng), vết bẩn chất tiết tinh dục (hoặc chất tiết Cowper) có màu sẫm hơn, chất lỏng kinh nguyệt có màu đỏ sẫm, và các chất lỏng khác cùng với sự tràn vụ tai nạn. Những vết bẩn này làm mờ vải và thấm qua các lớp dưới. Ngoài việc không vệ sinh, khó giặt và không đẹp mắt, những vết bẩn này thường làm mất hiệu lực bảo hành. Do đó, đề nghị sử dụng một tấm bảo vệ nệm để bảo vệ nệm; điều này có thể được tháo ra và giặt riêng, và thay thế nếu bị hỏng. Vì là công việc cần kĩ thuật, giặt nệm tại nhà được khuyến nghị cho việc vệ sinh và duy trì nệm một cách tốt nhất.

## Ngành công nghiệp
Các công ty thường chuyên sản xuất các loại nệm cụ thể như nệm lò xo, nệm latex và nệm khí, mặc dù nệm latex và nệm khí đã trở nên phổ biến hơn và trở nên thông dụng hơn.

### Hoa Kỳ
Các loại nệm tương tự nhau thường được bán dưới các thương hiệu khác nhau; hai thương hiệu lớn nhất, Serta và Simmons, đã trở thành một công ty sau một cuộc mua lại bởi một quỹ tư nhân. Simmons, thành lập vào cuối thế kỷ 19, đã được mua bán nhiều lần và đối mặt với tình trạng phá sản sau sự suy giảm lớn trong ngành công nghiệp nệm vào những năm 2000. Hiệp hội Sản phẩm Ngủ Quốc tế được thành lập vào năm 1915 và công bố một báo cáo về doanh số nệm tại Hoa Kỳ. Hiệp hội Sleep Specialty khác, đại diện cho các công ty như Innomax và Boyd Specialty tập trung vào nệm latex, nệm nước và nệm khí. Tuy nhiên, Select Comfort, sản xuất nệm khí (một loại nệm đặc biệt), là thành viên của ISPA.
Ban đầu thành lập vào năm 1881, Tập đoàn Sealy đã được mua bởi Tempur-Pedic vào năm 2012, nhãn hiệu này đã giới thiệu một dòng sản phẩm toàn bọt (TEMPUR-Material) vào Hoa Kỳ vào năm 1992.
Giường điều chỉnh đã trở thành một xu hướng và phù hợp hơn với một số loại nệm như nệm latex hoặc nệm bọt biển. Chúng đặc biệt phổ biến ở châu Âu và trong một công ty, chúng chiếm 25% số lượng giường ở Thụy Điển vào năm 2010 và 70% số lượng giường ở Hà Lan.
Vào những năm 2010, tiếp thị liên kết đã trở thành một phần quan trọng trong mô hình kinh doanh cho các công ty nệm trực tuyến trực tiếp đến người tiêu dùng như Amerisleep. Sau đó, các công ty như Casper và Purple, với vốn đầu tư và tài trợ theo sau và giúp phát triển ngành công nghiệp nệm toàn cầu đạt 285 tỷ đô la vào năm 2018. Theo các chuyên gia, chỉ ở Hoa Kỳ đã có hơn 175 công ty nệm gói trong hộp. Các phương pháp gợi ý nệm đang phát triển để đáp ứng thị trường bán lẻ đông đúc.
Một công ty lớn khác, Spring Air, đã phá sản vào năm 2009 và được mua lại bởi một trong các giám đốc điều hành cũ của nó.
Comfortaire, thành lập vào năm 1981, là công ty đầu tiên chuyên sản xuất nệm khí. Sau đó, nó đã được mua bởi Select Comfort.

### Tây Ban Nha
Pikolin, thành lập vào năm 1948, là một trong những nhà sản xuất nệm lớn nhất.